# Pretzsch (Meineweh)
Pretzsch – dzielnica gminy Meineweh w Niemczech, w kraju związkowym Saksonia-Anhalt, w powiecie Burgenland, w gminie związkowej Wethautal.
Do 30 grudnia 2009 była to samodzielna gmina wchodząca w skład wspólnoty administracyjnej Wethautal.

## Geografia
Pretzsch leży ok. 13 km na południowy wschód od Naumburg (Saale).
Przez dzielnicę przebiega droga krajowa B180.